# RVNS Thiên Kích (HQ-329)

Giang pháo hạm Thiên Kích(HQ-329) là một chiến hạm của Hải quân Việt Nam Cộng Hòa.

## Hải quân Hoa Kỳ
Tàu nhập biên chế Hải quân Hoa Kỳ vào năm 1944 với tên ban đầu là USS LCI(L)-872. Trong Chiến tranh thế giới thứ hai, tàu phục vụ Mặt trận Thái Bình Dương. Được ngừng hoạt động vào 18 Tháng 7 năm 1946 và được đặt trong hạm đội dự trữ.
5 tháng 2 năm 1951, chuyển giao theo thỏa thuận cho Liên bang Đông Dương thuộc Pháp, một thời gian sau nhập lại vào biên chế Hải quân Hoa Kỳ.

## Hải quân Việt Nam Cộng Hòa
Năm 1956, chiến hạm USS LSIL-872 được chuyển giao cho Hải quân Việt Nam Cộng Hòa và được đổi số quân và tên gọi thành HQ-329 Thiên Kích.
Tháng 2 năm 1975, tàu có nhiệm vụ hộ tống các thương thuyền đi từ Nam Việt Nam qua Campuchia trên sông Cửu Long từ Cửa Định An (Sông Hậu) đến Tân Châu (Sông Tiền). Sau chuyến hộ tống cuối cùng, tàu được lệnh về bến Chương Dương (Sài Gòn) để đại tu sửa chữa toàn diện.
Trong tháng 4 năm 1975, tàu được sử dụng di tản sĩ quan, bính lính và người dân di tản khỏi Sài Gòn hướng đến vịnh Subic (Philippin). Trên đường di chuyển, tàu gặp sự cố phải được HQ-2 kéo để tiếp tục hành trình.